# 连线
《连线》（英語：Wired）是一份在全美國發行的彩色月刊杂志，并同时拥有在线版本。该杂志于1993年3月开始发行，着重报道科技对文化、经济和政治的影响。该雜誌隸屬於康泰納仕集團，總部位於舊金山，1993年1月開始出版。2011年起，在臺灣發行網路中文版。

## 姊妹刊物
《连线》现有四份国际姊妹刊物，包括《连线杂志英国版》、《连线杂志意大版》、《连线杂志日本版》及《连线杂志德国版》。

## 外部連結
- 官方网站
- 连线的X（前Twitter）